# Rouvres-en-Woëvre
Rouvres-en-Woëvre település Franciaországban, Meuse megyében. Lakosainak száma 589 fő (2022. január 1.). Rouvres-en-Woëvre Warcq, Affléville, Béchamps, Gondrecourt-Aix, Amel-sur-l’Étang, Boinville-en-Woëvre, Dommary-Baroncourt, Étain, Éton és Lanhères községekkel határos.

## Népesség
A település népessége az elmúlt években az alábbi módon változott:
| Lakosok száma | 332  | 301  | 318  | 578  | 666  | 615  | 604  | 592  | 591  | 589  |
|               | 1968 | 1982 | 1990 | 2006 | 2013 | 2015 | 2017 | 2019 | 2020 | 2022 |